# Glomeremus orchidophilus
Espèce
Glomeremus orchidophilus est une espèce d'insectes de la famille des Gryllacrididae, endémique de l'île de La Réunion, dans le Sud-Ouest de l'océan Indien. Découverte en 2010, il s'agit de la seule espèce de sauterelles pollinisatrices.

## Systématique
L'espèce Glomeremus orchidophilus a été décrite en 2010 par l'entomologiste français Sylvain Hugel (d) dans une publication coécrite avec plusieurs botanistes et biologistes. 

## Publication originale
- (en) S. Hugel, C. Micheneau, J. Fournel, B. H. Warren, A. Gauvin-Bialecki, T. Pailler, M. W. Chase et D. Strasberg, « Glomeremus species from the Mascarene islands (Orthoptera, Gryllacrididae) with the description of the pollinator of an endemic orchid from the island of Réunion », Zootaxa, Magnolia Press (d), vol. 2545, no 1,‎ 22 juillet 2010, p. 58 (ISSN 1175-5334 et 1175-5326, OCLC 49030618, DOI 10.11646/ZOOTAXA.2545.1.6, lire en ligne).